# Compsodrillia nana
Compsodrillia nana é uma espécie de gastrópode do gênero Compsodrillia, pertencente à família Pseudomelatomidae.